# Ruta Nacional 437 (Japón)
La Ruta Nacional 437 (国道437号 Kokudō 437-gō?) es una ruta nacional que comunica las ciudades de Matsuyama en la Prefectura de Ehime e Iwakuni (岩国市 Iwakuni-shi?) de la Prefectura de Yamaguchi, pasando por la Gran Isla de Suo (周防大島 Suō-Ooshima?).

## Características
El tramo que va desde el Puerto de Matsuyama (松山港 Matsuyama-kō?) hasta el Puerto de Iota (伊保田港 Iota-kō?) en el Pueblo de SuoOoshima (周防大島町 SuoOoshima-chō?) de la Prefectura de Yamaguchi es en realidad un tramo servido por un ferry.

## Datos
- Distancia total: 57,2 km
- Punto de Inicio: Cruce con la Ruta Nacional 196 en la Ciudad de Matsuyama de la Prefectura de Ehime.
- Punto final: Cruce Yawatashimo (八幡下交差点 Yawatashimo-kōsaten?) en la Ciudad de Iwakuni de la Prefectura de Yamaguchi. Cruce con la Ruta Nacional 2 (国道2号 Kokudō 2-gō?).

## Localidades que atraviesa
- Prefectura de Ehime
  - Ciudad de Matsuyama
- Prefectura de Yamaguchi
  - Pueblo de SuoOoshima del Distrito de Ooshima (大島郡 Ooshima-gun?)
  - Ciudad de Yanai (柳井市 Yanai-shi?)
  - Ciudad de Iwakuni

- Datos: Q5482618
- Multimedia: Route 437 (Japan) / Q5482618